# ليو ستيفان
ليو شتيفان (بالألمانية: Leo Stefan)‏ هو لاعب هوكي الجليد ألماني، ولد في 22 فبراير 1970 في تشيليابنسك في روسيا.

## وصلات خارجية
- ليو ستيفان على موقع EliteProspects.com (الإنجليزية)
- ليو ستيفان على موقع Eurohockey.com (الإنجليزية)
- ليو ستيفان على موقع HockeyDB.com (الإنجليزية)
- ليو ستيفان على موقع أوليمبيديا (الإنجليزية)